# Lepkościomierz Englera

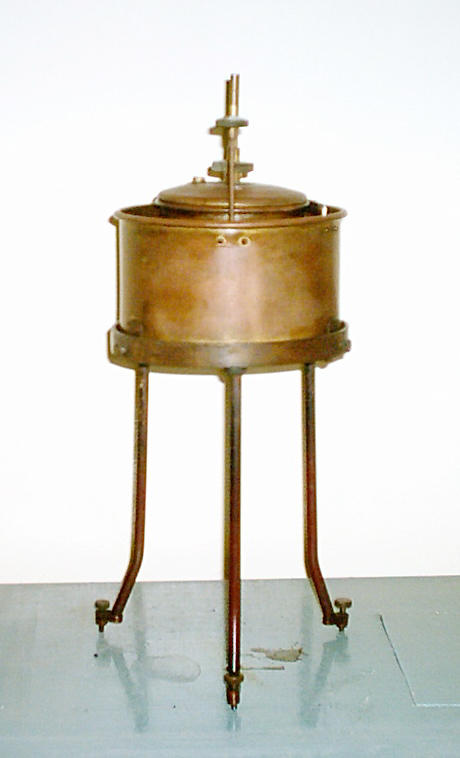
Lepkościomierz Englera

Lepkościomierz Englera, wiskozymetr Englera – rodzaj lepkościomierza porównawczego, w którym podstawą pomiaru lepkości względnej jest czas wypływu płynu przez kalibrowaną kapilarę umieszczoną w dolnej części zbiornika pomiarowego o pojemności 200 cm³. Dla zapewnienia wymaganej temperatury zbiornik jest termostatowany. Pomiar czasu wypływu oleju kończy się po wypełnieniu do górnej kreski naczynia pomiarowego umieszczanego pod kapilarą.
Wartość lepkości względnej otrzymuje się z zależności:
{\displaystyle E={\frac {t}{K}},}
gdzie:
- {\displaystyle E} – lepkość względna (w [°E]),
- {\displaystyle t} – czas wypływu cieczy (w [s]),
- {\displaystyle K} – stała kapilary (czas wypływu 200cm³ wody destylowanej w temp. 20 °C) (w [s]).

Jego nazwa wzięła się od nazwiska niem. prof. Karla Oswalda Englera. Na podobnej zasadzie działają lepkościomierze Saybolta i Redwooda.
Był podstawowym przyrządem do wyznaczania lepkości olejów smarnych. Po przyjęciu lepkości kinematycznej, jako podstawowego parametru opisującego własności olejów smarnych, znaczenie lepkościomierza Englera zmalało.